# Albatrellus confluens
Albatrellus confluens (Alb. & Schwein.) Kotl. & Pouzar, Česká Mykol. 11(3): 154 (1957)
L'Albatrellus confluens, insieme all'Albatrellus ovinus, viene comunemente chiamato "fungo del pane" per via dell'aspetto del cappello che ricorda la crosta del pane.

## Descrizione della specie

### Cappello
5–15 cm di diametro, di forma irregolare, carnoso, liscio da giovane, areolato per secchezza, spesso saldato insieme ad altri numerosi cappelli, anche sovrapposti, che partono dallo stesso ceppo; margine lobato, involuto; cuticola asciutta, opaca, di colore senape o crema-rosa, fino a rosso-arancio più o meno scuro.

### Tubuli
Corti, lunghi fino a 1–4 mm, da bianco-crema a rosati, decorrenti sul gambo, difficilmente staccabili dalla carne.

### Pori
Rotondi, angolosi, prima bianchi poi giallastri o lievemente rosati, piccolissimi e quasi invisibili ad occhio nudo (3-5 pori per mm).

### Gambo
3-8 x 2–3 cm, tozzo e carnoso, eccentrico, irregolare, spesso concresciuto con quelli degli esemplari vicini, inserito nel terreno, colore biancastro-rosa

### Carne
Bianca, immutabile, da giovane dura e compatta, quasi coriacea negli esemplari adulti.
- Odore: non significativo.
- Sapore: amarognolo.

### Microscopia
Spore3,5-5 x 2,5-4 µm, da ellissoidali a subglobose, bianche, ialine, lisce, leggermente amiloidi.
Basiditetrasporici, lievemente piegati alla base e provvisti di giunti a fibbia basali.
Cistidiassenti.

## Reazioni macrochimiche
- Solfato ferroso (FeSO4): carne rosa
- Idrossido di potassio (KOH): carne gialla

## Habitat
Fungo simbionte, terricolo, cresce esclusivamente in boschi di conifera con preferenze per l'abete rosso (Picea excelsa). Non comune ovunque, ma abbondante nei luoghi di crescita. Estate-autunno.

## Commestibilità
- Scadente per il consumo da fresco.
- Buona se conservato sott'olio o sott'aceto.

## Specie simili
- Albatrellus ovinus

## Nomi comuni
- Fungo del pane
- Polypore confluent (FR)

## Etimologia
Specie: dal latino confluens = confluente con altri

## Sinonimi e binomi obsoleti
- Albatrellopsis confluens (Alb. & Schwein.) Teixeira, Boletim do Instituto de Botânica, São Paulo 8: 21 (1993)
- Boletus artemidorus Lentz, Nütz. schädl. Schwämme: 80 (1830)
- Boletus aurantius Schaeff., Fungorum qui in Bavaria et Palatinatu circa Ratisbonam nascuntur 4: 79 (1774)
- Boletus confluens Alb. & Schwein., Consp. fung. lusat., in Lusatiae Superioris Agro Niskiensi Crescentium e Methodo Persooniana (Leipzig): 244 (1805)
- Caloporus confluens (Alb. & Schwein.) Quél., Fl. mycol. (Paris): 405 (1888)
- Cladomeris confluens (Alb. & Schwein.) Quél., Enchiridion Fungorum, in Europa Media Præsertim in Gallia Vigentium (Paris): 168 (1886)
- Merisma confluens (Alb. & Schwein.) Gillet, Hyménomycètes (Alençon) (1878)
- Polypilus confluens (Alb. & Schwein.) P. Karst., Revue mycol., Toulouse 3(9): 29 (1881)
- Polyporus artemidorus (Lenz) Fr., Epicrisis systematis mycologici (Uppsala): 447 (1838)
- Polyporus confluens (Alb. & Schwein.) Fr., Systema mycologicum (Lundae) 1: 355 (1821)
- Polyporus laeticolor (Murrill) Sacc. & D. Sacc., Sylloge fungorum (Abellini) 17: 102 (1905)
- Polyporus pachypus Pers., Mycol. eur. (Erlanga) 2: 47 (1825)
- Polyporus whiteae (Murrill) Sacc. & D. Sacc., Sylloge fungorum (Abellini) 17: 103 (1905)
- Scutiger confluens (Alb. & Schwein.) Bondartsev & Singer, Annales Mycologici 39: 47 (1941)
- Scutiger laeticolor Murrill, Bull. Torrey bot. Club 30(8): 428 (1903)
- Scutiger whiteae Murrill, Bull. Torrey bot. Club 30(8): 432 (1903)